# Noemi (Bibbia)

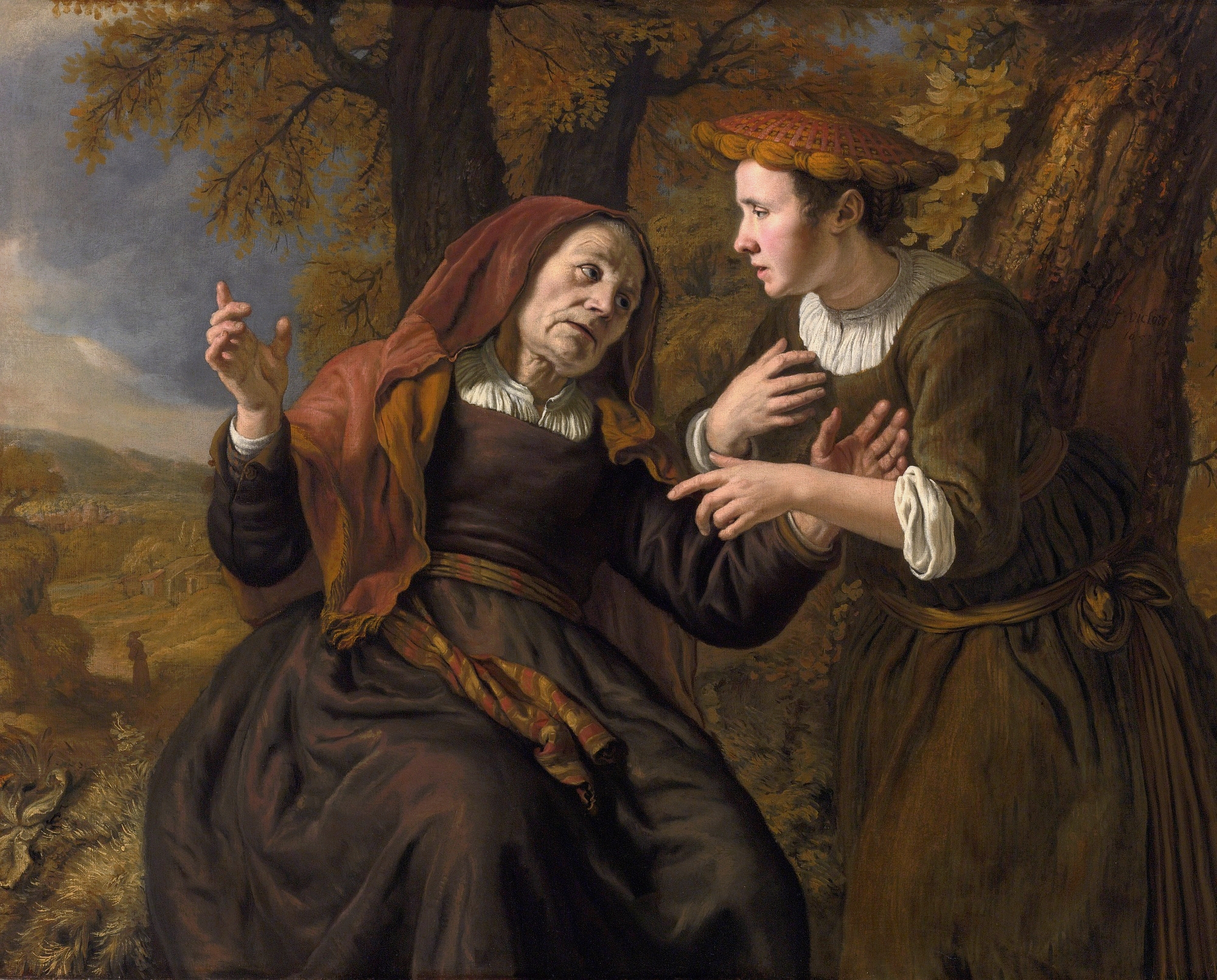
Rut giura fedeltà a Noemi, di Jan Victors

Noemi, o Naomi, è una personalità biblica, la cui vicenda è narrata nel Libro di Rut.
Noemi era sposa di un uomo chiamato Elimelech (lett. "giudice, magistrato di Dio"), e madre di due figli, Maclon e Chilion, entrambi Efratei. Al tempo dei Giudici di Israele, per sfuggire ad una carestia, la famiglia si trasferì nelle campagne di Moab, dove Noemi rimase presto vedova. I figli sposarono due donne moabite, Orpa e Rut, poi dopo circa dieci anni anch'essi morirono. Noemi si trovò dunque sola, in terra straniera, insieme alle due nuore. Cambiò il suo nome in Mara (dall'ebraico Marah che significa "amareggiata, infelice", in opposizione a Noemi che significa "gioia, letizia") dopo la morte del marito e dei due figli.
Poi, sentendo dire che la carestia era cessata, decise di ritornare a Betlemme e congedò le nuore, non volendo che esse si sentissero costrette a seguirla: Orpa restò in Moab, mentre Rut scelse con forza di non abbandonare la suocera.
Giunte a Betlemme, Noemi permise a Rut di fare la spigolatrice di orzo nel campo di un certo Boaz: egli era un loro parente, della famiglia di Elimelech, e questo avrebbe garantito una certa tranquillità alla giovane donna, che infatti incontrò i suoi favori e ne divenne la sposa. Noemi fu poi la nutrice di loro figlio, Obed, il futuro padre di Iesse, padre di Davide.

## Culto
È venerata come Beata dalla chiesa cattolica, e la sua memoria ricorre il 14 dicembre. Ciò nonostante, non vi è traccia di una venerazione particolare, nemmeno a livello locale.